# Daniele (Michelangelo)
Il profeta Daniele (395x380 cm) venne affrescato da Michelangelo Buonarroti nel 1511-1512 circa e fa parte della decorazione della volta della Cappella Sistina, nei Musei Vaticani a Roma, commissionata da Giulio II.

## Storia
Nel dipingere la volta, Michelangelo procedette dalle campate vicino alla porta d'ingresso, quella usata durante i solenni ingressi in cappella del pontefice e del suo seguito, fino alla campata sopra l'altare. Daniele quindi, che si trova nella settima campata a partire dalla porta, fu una delle figure della seconda fase del secondo blocco di lavori, databile dall'autunno del 1511 all'ottobre del 1512.
A causa di infiltrazioni d'acqua la figura di Daniele subì numerosi danni, che resero necessari pesanti ritocchi.

## Descrizione e stile

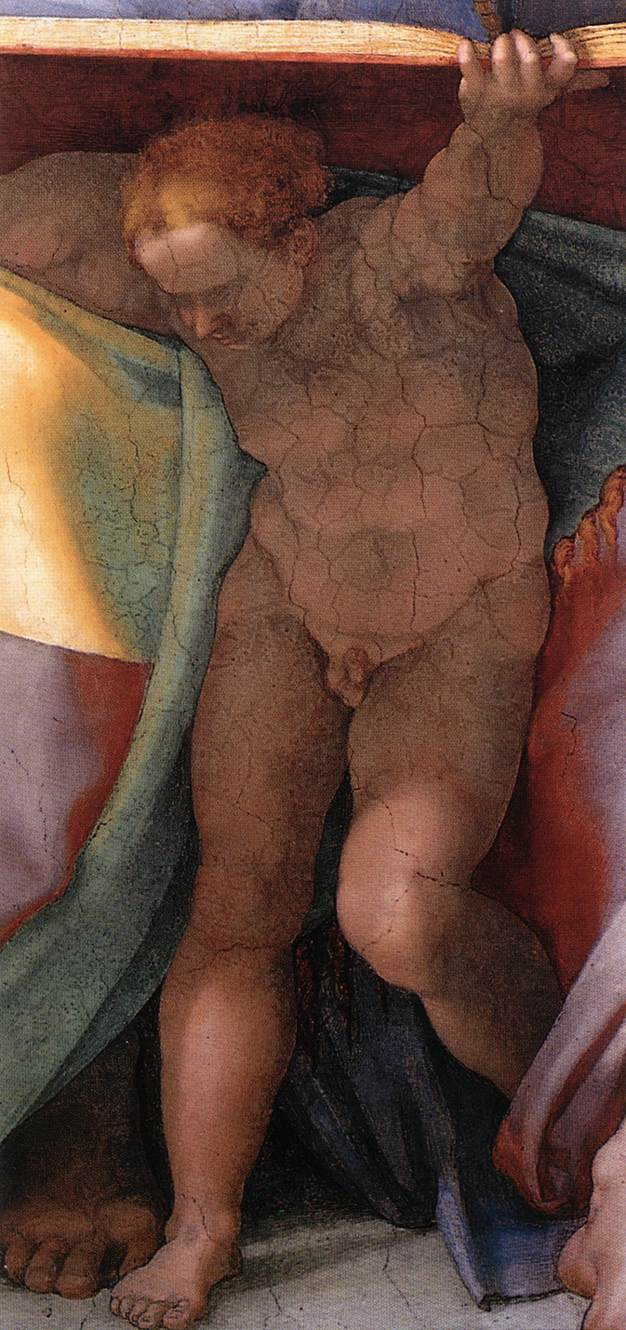
Dettaglio

Daniele fa parte della serie dei Veggenti, collocati su ampi troni architettonici sui peducci. Ognuno di essi è affiancato da un paio di giovani assistenti e sta in un grande scranno marmoreo, tra due plinti con finti altorilievi di putti a coppie, in varie posizioni. Il loro nome è scritto (in questo caso DANIEL) in tabelle sotto la piattaforma che fa da base al trono, rette da un putto.
Daniele è rappresentato come una figura energica che amplifica in crescendo l'attività psichica dei Profeti all'avvicinarsi verso l'altare, dalla calma meditazione di Zaccaria sopra la porta, alla cupa desolazione di Geremia, fino allo sconvolgimento nel pieno del furor profetico di Giona.
Daniele in particolare è ritratto mentre legge un grande libro che tiene sulle gambe, aiutato da un putto che inarca faticosamente la schiena per aiutarlo, e trascrive qualcosa su un altro foglio a sinistra, probabilmente l'inizio di un rotolo appeso a un leggio in cui si vede un altro rotolo ripiegato e un calamaio appeso. Il suo volto mostra i segni di un forte turbamento interiore.
Col restauro si è recuperata la brillante cromia delle vesti, in cui compare un delicato arcobaleno di violetti, verdi, azzurri, gialli e bianchi, spesso evidenziati nelle profonde pieghe con l'uso di cangianti. 
Estremamente vigorosi sono alcuni dettagli anatomici, come il braccio in primo piano del profeta o il suo gigantesco piede, che assieme alla posa dinamica conferiscono alla sua figura una straordinaria energia. Il secondo dei putti-assistente si trova dietro di lui e sembra sbirciare il suo operato, con un velo che gli copre la testa. La sua testina è appena sbozzata, secondo un procedimento adottato dall'artista simile alla tecnica scultorea: le parti in secondo piano e in ombra sono infatti poco nitide per evidenziare la scansione dei piani spaziali, come avviene per esempio nel marmoreo Tondo Pitti.

## Galleria d'immagini

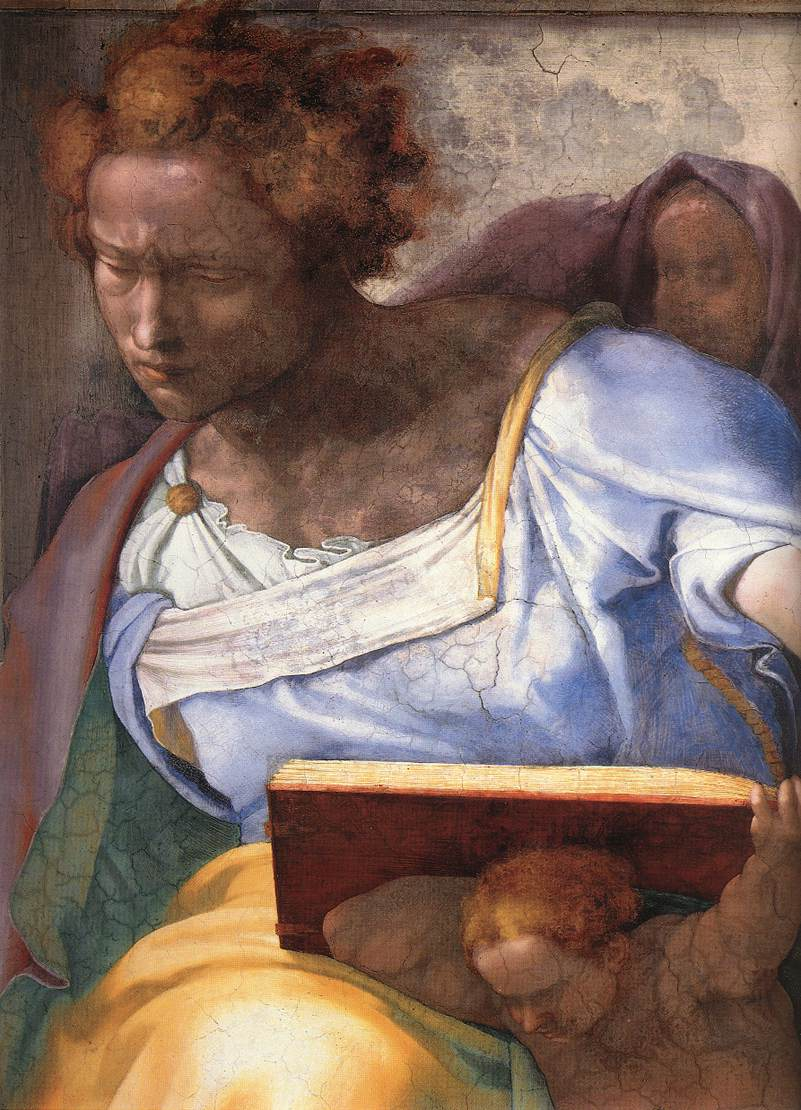
Dettaglio
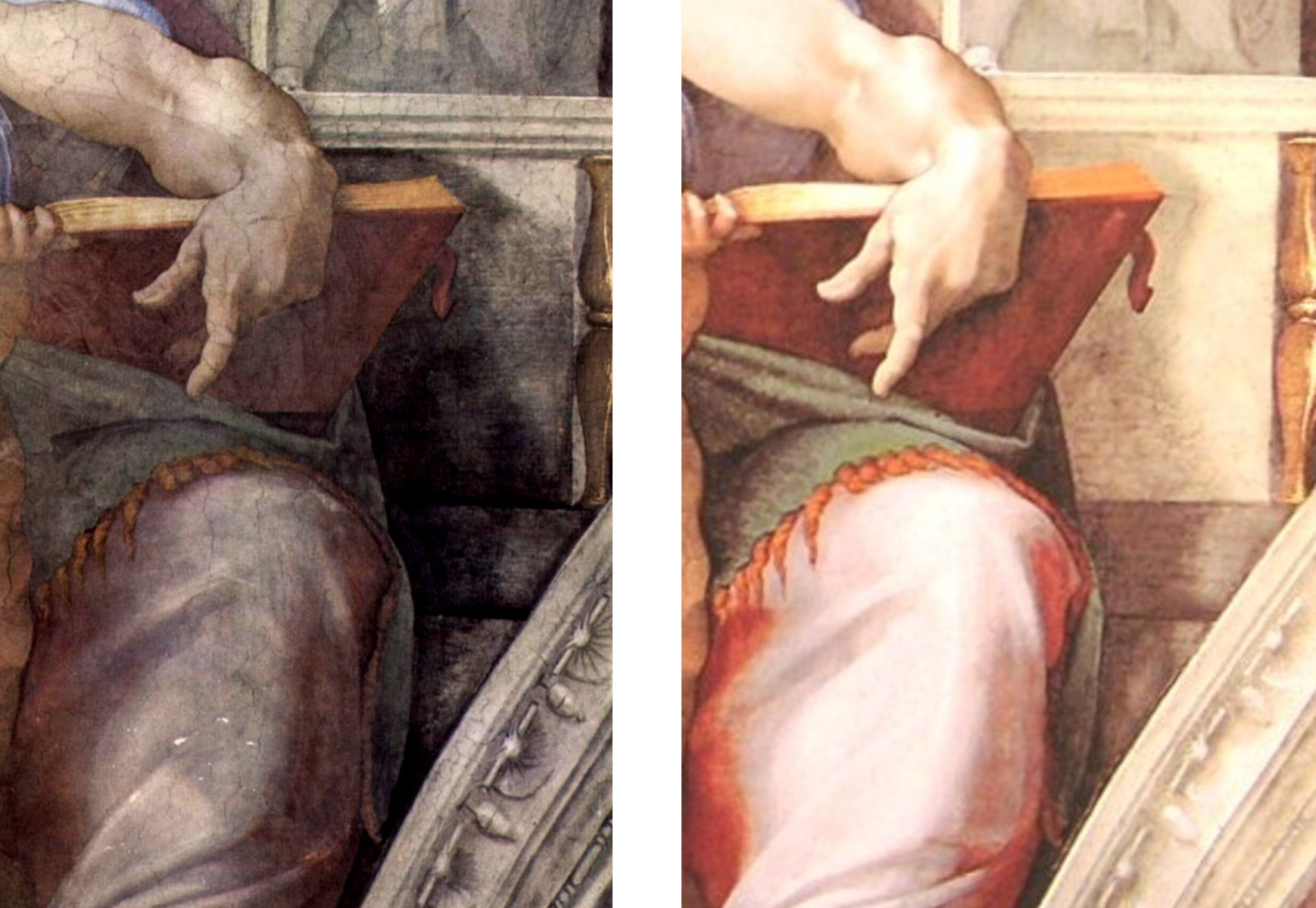
Dettaglio prima e dopo il restauro
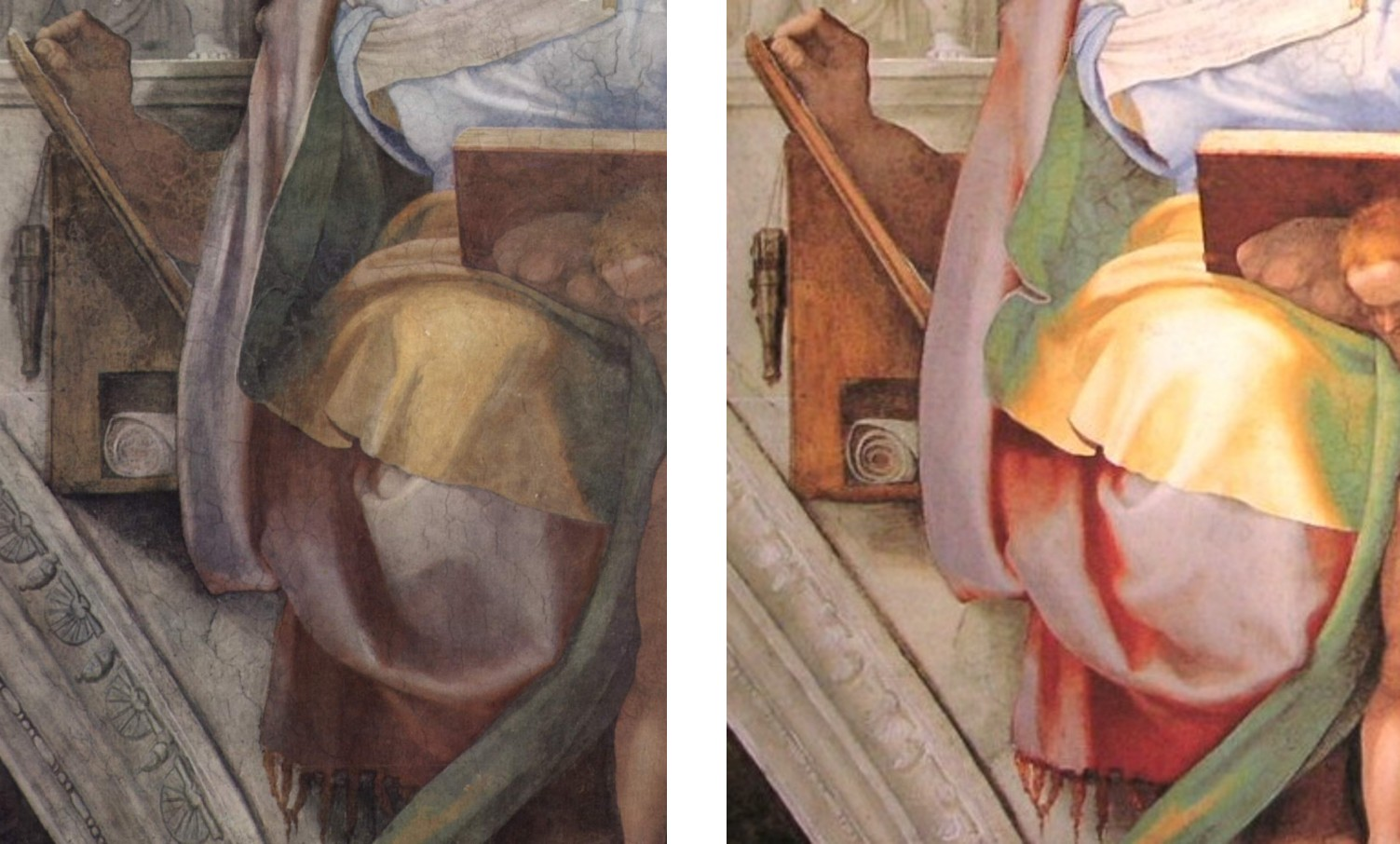
Dettaglio prima e dopo il restauro
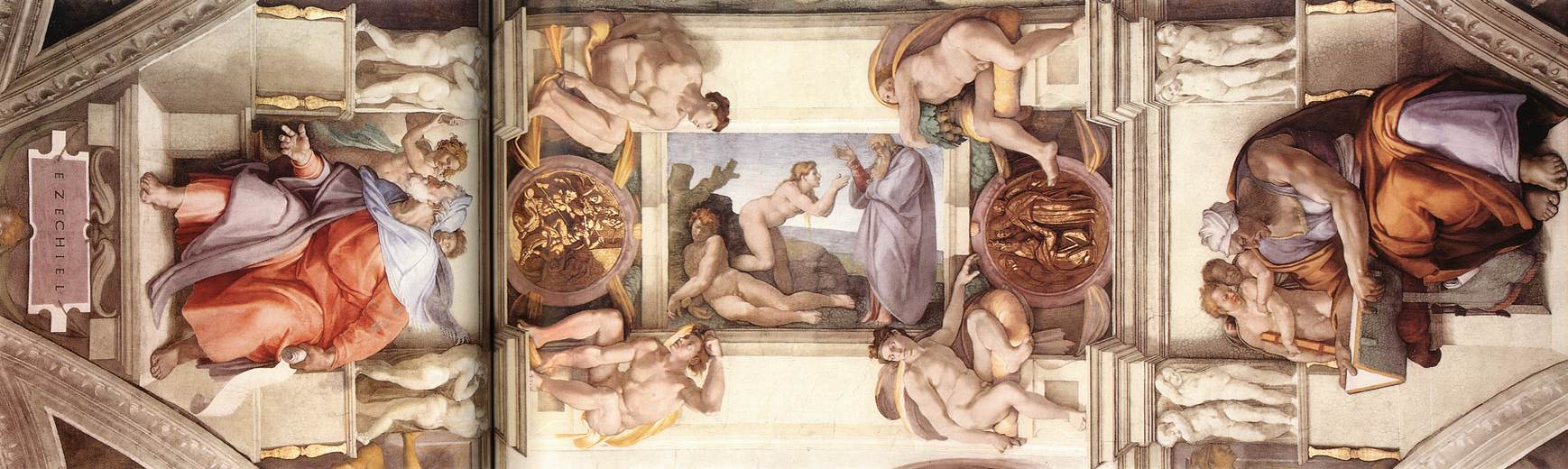
La settima campata